# Nagybajom
Nagybajom est une ville et une commune du comitat de Somogy en Hongrie.